# NGC 6826
Az NGC 6826 (más néven Caldwell 15) egy planetáris köd a Cygnus (Hattyú) csillagképben.

## Felfedezése
A planetáris ködöt William Herschel fedezte fel 1793. szeptember 6-án.

## Tudományos adatok
A ködösség beceneve a Pislogó-köd. Az elnevezés annak az érdekes ténynek tudható be, hogy ha közvetlenül a központi csillagára nézünk, az azt körülvevő ködösség eltűnni látszik. Ha egy picit az objektum mellé nézünk, akkor pont fordítva, a köd egyre fényesebbnek látszik, míg a központi csillag szinte eltűnik.
A központi csillag körüli köd azt az anyagot foglalja magában, amelyet a csillag élete során, illetve most már vörös óriás fázisában vesztett. A vörös óriás fázis előtt kilökött, és a fázisban kilökött anyag közti határvonal élesen látszik. A belső kisebb, fényesebb burok, alakult ki a közel múltban, melynek anyaga valósággal belerohant a régebbibe, fényes peremű lökéshullámfrontot alakítva ki. Becslések szerint a köd a csillag eredeti tömegének mintegy felét teszi ki.
A vízszintes síkban látható vörös csomók (az angol Fast Low-Ionization Emission Regions kifejezés alapján FLIER-nek nevezik őket) kialakulásáról még nincsenek pontos információk. Az egyik elképzelés szerint a belső, kisebb burok pereme mentén végigszáguldó gyors csillagszél a burok csúcsainál koncentrálódott, majd valósággal letépte a csúcsok gázanyagát és kisodorta őket az alakzat peremére. A csúcsok helyén most afféle „kifolyónyílás” van. Az elmélet hibája, hogy egyelőre semmilyen jel nem utal magas hőmérsékletű, örvénylő folyamatokra a csomókban.
Az objektum 6,2 km/s sebességgel közeledik felénk.

## Megfigyelési lehetőség
Megfigyeléséhez egy 15–20 cm-es távcső ajánlott, ennél kisebbekkel nehezen megpillantható, mivel mérete elég kicsi, ezért kis nagyításnál csillagnak tűnhet.